# Grafo vértice-transitivo
No campo da matemática da teoria dos grafos, um grafo vértice-transitivo é um grafo G tal que, dados quaisquer dois vértices v1 e v2 de G, existe algum automorfismo
{\displaystyle f:V(G)\rightarrow V(G)\ }
tal que
{\displaystyle f(v_{1})=v_{2}.\ }
Em outras palavras, um grafo é vértice-transitivo se o seu grupo de automorfismo atua transitivamente em seus vértices. Um grafo é vértice-transitivo se e somente se seu grafo complementar é, uma vez que as ações do grupo são idênticas.
Todo grafo simétrico, sem vértices isolados é vértice-transitivo, e cada grafo vértice-transitivo é regular. No entanto, nem todos os grafos vértice-transitivos são simétricos (por exemplo, as arestas do tetraedro truncado), e nem todos os grafos regulares são vértice-transitivos (por exemplo, o grafo de Frucht).

## Exemplos finitos

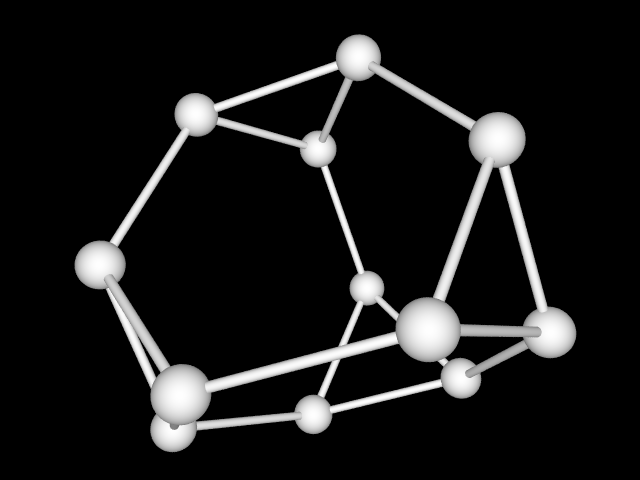
As arestas do tetraedro truncado formam um grafo vértice-transitivo (também um grafo de Cayley) que não é simétrico.

Grafos vértice-transitivos finitos incluem os grafos simétricos (como o grafo de Petersen, o grafo de Heawood e os vértices e arestas dos sólidos platônicos). Os grafos de Cayley finitos (como ciclos de cubos conectados) também são vértice-transitivos, como o são os vértices e arestas dos sólidos de Arquimedes (embora apenas dois deles sejam simétricos).

## Propriedades
A conectividade de arestas de um grafo vértice-transitivo é igual ao grau d, enquanto a conectividade de vértices será, no mínimo, 2(d+1)/3.
Se o grau é de 4 ou menos, ou o grafo também é aresta-transitivo, ou o grafo é um grafo de Cayley mínimo, então a conectividade de vértice também será igual a d.

## Exemplos infinitos
Grafos vértice-transitivos finitos incluem:
- Caminhos infinitos (infinitos em ambas as direções);
- Árvores regulares infinitas, por exemplo o grafo de Cayley dos grupos livres;
- Grafos de Cayley infinitos;
- O grafo de Rado.

Dois grafos vértice-transitivos contáveis são chamados quase-isométricos se a razão de suas funções distância é delimitada a partir de baixo e de cima. Uma conjectura conhecida diz que todo grafo infinito vértice-transitivo é quase-isométrico a um grafo de Cayley. Um contra-exemplo foi proposto por Diestel e Leader. Mais recentemente, Eskin, Fisher e Whyte confirmaram o contra-exemplo.